# Interlands Grieks voetbalelftal 1920-1929
Deze pagina toont een chronologisch en gedetailleerd overzicht van de interlands die het Grieks voetbalelftal heeft gespeeld in de periode 1920 – 1929.

## Interlands

### 1920
| Olympische Spelen 1920 |
| ---------------------- |

|                                                                             |                                                                                                   |       |             |                                                                                        |
| 7 april Olympische Spelen Eerste ronde «onderlinge duels» 17:30 uur (UTC+1) | Zweden                                                                                            | 9 – 0 | Griekenland | Olympisch Stadion, Antwerpen Toeschouwers: 5.000 Scheidsrechter: Charles Barette (BEL) |
| 7 april Olympische Spelen Eerste ronde «onderlinge duels» 17:30 uur (UTC+1) | Albert Olsson 4', 79' Herbert Carlsson 15', 20', 21', 51', 85' Ragnar Wicksell 25' Albin Dahl 31' |       |             | Olympisch Stadion, Antwerpen Toeschouwers: 5.000 Scheidsrechter: Charles Barette (BEL) |

|  |  |  |  |  |  |  |  |  |

### 1921–1928
Er werden in deze periode geen wedstrijden gespeeld.

### 1929
|                                                                    |                      |       |        |                                                                                           |
| 7 april Vriendschappelijk № 1 «onderlinge duels» 15:30 uur (UTC+2) | Griekenland          | 1 – 4 | Italië | Leoforos Alexandrasstadion, Athene Toeschouwers: 15.000 Scheidsrechter: Ferenc Kann (HUN) |
| 7 april Vriendschappelijk № 1 «onderlinge duels» 15:30 uur (UTC+2) | Alvertos Nahmias 60' |       | ?      | Leoforos Alexandrasstadion, Athene Toeschouwers: 15.000 Scheidsrechter: Ferenc Kann (HUN) |

|                                                                    |                           |       |                            |                                                                              |
| 30 juni Vriendschappelijk № 2 «onderlinge duels» 18:00 uur (UTC+2) | Bulgarije                 | 1 – 1 | Griekenland                | Levski Field, Sofia Toeschouwers: 12.000 Scheidsrechter: Ernest Fabris (YUG) |
| 30 juni Vriendschappelijk № 2 «onderlinge duels» 18:00 uur (UTC+2) | Nikola Staykov 63' (pen.) |       | 15' Giorgos Andrianopoulos | Levski Field, Sofia Toeschouwers: 12.000 Scheidsrechter: Ernest Fabris (YUG) |

EPO · A-internationals · Bondscoaches · Selecties · Grieks vrouwenelftal · Olympisch elftal · Griekenland U21 · Griekenland U20 · Griekenland U19 · Griekenland U18 · Griekenland U17 · Griekenland U16
1920 – 1929 ·
1930 – 1939 ·
1940 – 1949 ·
1950 – 1959 ·
1960 – 1969 ·
1970 – 1979 ·
1980 – 1989 ·
1990 – 1999 ·
2000 – 2009 ·
2010 – 2019 ·
2020 − 2029
EK 1980 · 
EK 2004 · 
EK 2008 · 
EK 2012
WK 1994 · 
WK 2010 · 
WK 2014
OS 1920 · 
OS 1952 · 
OS 2004
1920 · 
1921–1928 · 
1929 · 
1930 · 
1931 · 
1932 · 
1933 · 
1934 · 
1935 · 
1936 · 
1937 · 
1938 · 
1939–1947 · 
1948 · 
1949 · 
1950 · 
1952 · 
1952 · 
1953 · 
1954 · 
1955 · 
1956 · 
1957 · 
1958 · 
1959 · 
1960 · 
1961 · 
1962 · 
1963 · 
1964 · 
1965 · 
1966 · 
1967 · 
1968 · 
1969 · 
1970 · 
1971 · 
1972 · 
1973 · 
1974 · 
1975 · 
1976 · 
1977 · 
1978 · 
1979 · 
1980 · 
1981 · 
1982 · 
1983 · 
1984 · 
1985 · 
1986 · 
1987 · 
1988 · 
1989 · 
1990 · 
1991 ·
1992 · 
1993 · 
1994 · 
1995 · 
1996 · 
1997 · 
1998 · 
1999 · 
2000 · 
2001 · 
2002 · 
2003 · 
2004 · 
2005 · 
2006 · 
2007 · 
2008 · 
2009 · 
2010 · 
2011 · 
2012 · 
2013 · 
2014 · 
2015 · 
2016 · 
2017 · 
2018 ·
2019 ·
2020 ·
2021 ·
2022 ·
2023
Albanië ·
Argentinië ·
Armenië ·
Australië ·
België ·
Bolivia ·
Bosnië en Herzegovina ·
Brazilië ·
Bulgarije ·
Canada ·
Chili ·
Colombia ·
Costa Rica ·
Cyprus ·
Denemarken ·
DDR · 
Duitsland ·
Ecuador · 
Egypte ·
El Salvador ·
Engeland ·
Estland ·
Ethiopië ·
Faeröer ·
Finland ·
Frankrijk ·
Georgië ·
Ghana ·
Gibraltar ·
Honduras ·
Hongarije ·
Ierland ·
IJsland ·
Israël ·
Italië ·
Ivoorkust ·
Japan ·
Joegoslavië ·
Kameroen ·
Kazachstan ·
Kosovo ·
Kroatië ·
Letland ·
Libië ·
Liechtenstein ·
Litouwen ·
Luxemburg ·
Malta ·
Marokko ·
Mexico ·
Moldavië ·
Montenegro ·
Nederland ·
Nieuw-Zeeland ·
Nigeria ·
Noord-Ierland ·
Noord-Korea · 
Noorwegen ·
Oekraïne ·
Oostenrijk ·
Palestina ·
Paraguay · 
Polen ·
Portugal ·
Qatar ·
Roemenië ·
Rusland ·
San Marino ·
Saoedi-Arabië · 
Schotland ·
Senegal · 
Servië · 
Slovenië ·
Slowakije ·
Sovjet-Unie ·
Spanje ·
Syrië ·
Tsjechië ·
Tsjecho-Slowakije ·
Turkije ·
Verenigde Staten ·
Wales ·
Wit-Rusland · 
Zuid-Korea ·
Zweden ·
Zwitserland
Colombia (2014) · 
Costa Rica (2014) · 
Duitsland (2012) · 
Ivoorkust (2014) · 
Japan (2014) ·
Polen (2012) ·
Portugal (2004, 2) · 
Rusland (2008) ·
Rusland (2012) ·
Spanje (2008) ·
Tsjechië (2012) ·
Zuid-Korea (2010) ·
Zweden (2008)
België · Bulgarije · Denemarken · Duitsland · Engeland · Estland · Finland · Frankrijk · Griekenland · Hongarije · Ierland · Italië · Joegoslavië · Letland · Litouwen · Luxemburg · Nederland · Noord-Ierland · Noorwegen · Oostenrijk · Polen · Portugal · Roemenië · Schotland · Sovjet-Unie · Spanje · Tsjecho-Slowakije · Turkije · Wales · Zweden · Zwitserland